# N41 (Demokratische Republik Kongo)
Die N41 ist eine Fernstraße in der Demokratischen Republik Kongo, die in Kananga an der Ausfahrt der N1 beginnt und in Mweka an der Zufahrt zur N20 endet. Sie ist 212 Kilometer lang.